# Sportpark Corpus den Hoorn
Sportpark Corpus den Hoorn is een sportcomplex in de stad Groningen aan de Laan Corpus den Hoorn in de gelijknamige stadswijk, aangelegd in 1972.

## Gebruikers
Sportpark Corpus den Hoorn wordt gebruikt door de volgende sportverenigingen:
- Voetbalclub FC Groningen.
- Voetbal vereniging GRC Groningen, die met hun zondag team in de Tweede klasse uitkomt en al sinds 1973 huisvest op het sportpark.
- Voetbal vereniging G.V. Groen Geel, die met hun zaterdag team uitkomt in de Derde Klasse. Sinds begin jaren 90 op het sportpark gehuisvest.
- Hockeyclub G.H.B.S., die ook al sinds 1973 het sportpark als haar thuisbasis heeft.
- De Groninger Studenten Rugby Club, die sinds 1990 op het sportpark speelt.
- Honk- en softbalvereniging Caribe, de grootste honk- en softbalvereniging van het noord-Nederland.
- Keepersschool Groningen Keeping the Zero leidt iedere vrijdag en zondag jeugd en senioren keepers op.

## FC Groningen
Voetbalclub FC Groningen traint er sinds 2015, het tweede elftal van de club speelt er zijn wedstrijden. Tevens is dit de thuisbasis van de jeugdteams.
Toen FC Groningen naar de Euroborg verhuisde, werd bekend dat men op zoek moest naar een nieuw trainingscomplex, omdat er in de buurt van het nieuwe stadion geen ruimte zou zijn voor deze faciliteiten. Er werd een locatie gevonden langs de A7 ter hoogte van Zuidbroek. Hoewel er een nieuwe locatie bij Zuidbroek gevonden was, besloot de club dat men toch liever in de stad wilde blijven trainen. Na onderzoek bleek dat men toch in de buurt van het stadion, op Trainingscomplex Noord-Nederland, kon trainen. Wel was al vrij snel duidelijk dat deze locatie tijdelijk was en dat men dus opnieuw op zoek zou moeten naar een nieuw trainingscomplex.
In 2014 werd er door de club en de gemeente Groningen bekendgemaakt dat het eerste elftal definitief naar Sportpark Corpus den Hoorn zou verhuizen. Dit complex was al jaren de thuisbasis van de jeugdopleiding van de club, wat zou betekenen dat alle elftallen op één complex zouden komen te trainen. Door de komst van de profvoetbalclub was er voor amateurvereniging SC Gronitas geen plaats meer op het sportpark, waardoor zij op zoek moesten naar een ander complex. Voordat FC Groningen zijn intrede op het sportpark maakte, kreeg het hele complex een opknapbeurt, waarbij onder andere alle velden werden vervangen. Kers op de taart van het nieuwe trainingscomplex moest het TopsportZorgCentrum worden, waarin onder andere de faciliteiten van FC Groningen zouden komen. Omdat deze nog niet klaar was toen men het complex in 2015 in gebruik nam, maakte men de eerste jaren na de overgang hiervoor gebruik van het Corpus Huys.

## Faciliteiten
Voor de verschillende verenigingen op het sportpark zijn de volgende faciliteiten beschikbaar: 4 voetbalvelden natuurgras, 2 voetbalvelden kunstgras, 1 combiveld rugby/voetbal kunstgras, 1 combiveld American Football/voetbal kunstgras, 4 hockeyvelden kunstgras, 1 honkbalveld natuurgras, 1 softbalveld natuurgras, 1 wielerbaan en 1 oefenhoek natuurgras.

### TopsportZorgCentrum
Het TopsportZorgCentrum is een multifunctioneel gebouw wat grenst aan Sportpark Corpus den Hoorn, en gebouwd is op een deel van diens oude parkeerplaats. De bouw van het centrum is geïnitieerd door FC Groningen, maar is ook bedoeld voor andere (top)sporters uit de regio. In het gebouw komen sport, zorg en wetenschap samen, waardoor de verschillende organisaties in het gebouw elkaar moeten versterken. Naast FC Groningen zijn onder andere ook het Martini Ziekenhuis, de Rijksuniversiteit Groningen, de Hanzehogeschool Groningen en de gemeente Groningen betrokken bij het gebouw. Op 13 oktober 2018 werd het gebouw geopend.
De begane grond van het gebouw is grotendeels toegeschreven aan FC Groningen, hier zitten kleedkamers voor het eerste elftal en de jeugdelftallen van de club. Ook is er op deze verdieping een indoor sporthal gebouwd met een 40 meter sprintbaan, deze hal is ook voor andere gebruikers toegankelijk. Op de eerste verdieping zit een restaurant met uitzicht over de sportvelden, maar ook het spelershome en de kantoren van FC Groningen. Op de tweede verdieping vindt men de zorglaag van het gebouw, hier zitten verschillende zorginstellingen die sporters kunnen ondersteunen bij bijvoorbeeld blessures of het voorkomen daarvan. Als laatste zitten er op de derde verdieping de kantoren van een aantal aan (top)sport gelieerde bedrijven.
De Aftrap (ADO Den Haag) ·
De Toekomst (Ajax) ·
AFAS Trainingscomplex (AZ) ·
1908 (Feyenoord) ·
De Bezelhorst (De Graafschap) ·
Corpus den Hoorn (FC Groningen) ·
Sportpark Skoatterwâld (sc Heerenveen) ·
Erve Asito (Heracles Almelo) ·
De Gaard (NAC Breda) ·
De Eendracht (N.E.C.) ·
De Pelikaan (PEC Zwolle) ·
De Herdgang (PSV) ·
Kaalheide (Roda JC) ·
FC Twente-trainingscentrum (FC Twente) ·
Zoudenbalch & FC Utrecht Topsportcentrum (FC Utrecht) ·
Papendal (Vitesse) ·
Sportcomplex Willem II (Willem II)